# Édouard Petit (écrivain)
Pour les articles homonymes, voir Édouard Petit et Petit.
Édouard-Georges-Théophile Petit, connu également sous le pseudonyme de Aylic Marin, est un écrivain et un haut fonctionnaire français né le 15 mars 1856 à Saint-Denis de La Réunion et mort en mer le 14 mars 1904.
Il fut notamment gouverneur général des établissements français de l'Océanie.

## Biographie
Édouard Petit commence sa carrière en 1875 au Commissariat de la Marine et voyage au Tonkin. En 1880, il entre dans l'administration coloniale. Il visite les îles Fidji en 1882, les Tonga et une grande partie de la Polynésie pour y établir un bilan des échanges commerciaux et des relations, ainsi que pour examiner l'intérêt des possessions françaises.
En 1897, il dirige le bureau de Madagascar. En 1898, il est appelé au Secrétariat général de l'île de La Réunion.
Il devient Gouverneur général des établissements français de l'Océanie en 1900. Il fait supprimer le Conseil général de Tahiti qu'il remplace par une Assemblée consultative dont il nomme Teriieroo a Teriierooiterai chef de district. Il fonde aussi une succursale de la Banque d'Indochine à Papeete. Il réglemente la pêche des huîtres perlières du Pacifique. 
En 1902, il doit gérer la survie et les secours après un cyclone qui a ravagé les Tuamotu. 
Lors de son séjour en Polynésie française, il fréquente le peintre Paul Gauguin et l'ethnographe Victor Segalen.
Gravement malade, après avoir été, d'après Victor Segalen, « taboué », il meurt en mer et est déclaré à Perth en Australie, le 14 mars 1904. Il est inhumé au cimetière du Père-Lachaise (90e division).
Il avait épousé Marie-Georgina Langlois (1860-1930), fille du dramaturge et préfet départemental Aylic Langlé. Elle publia plusieurs ouvrages sous le pseudonyme d'Alix Aylicson.

## Hommages
L'écrivain Jules Verne se documente dans la revue Le Tour du monde (1885-1887) où Aylic Marin publie ses travaux, et dans le Journal des voyages (1892) pour les descriptions de Tonga-Tabou, du roi George Ier et, entre autres, des tabous. Il le cite de manière erronée en écrivant « Aylie Marin » dans son roman L'Île à hélice.